# 伊西多罗·迪亚斯
伊西多罗·迪亚斯（西班牙語：Isidoro Díaz，1938年3月14日—），墨西哥男子足球运动员，司职中场，1960年加入成年国家队。他曾代表墨西哥国家队参加1962年、1966年和1970年国际足联世界杯。